# Hakea ilicifolia
Hakea ilicifolia (лат.) — кустарник или дерево, вид рода Хакея (Hakea) семейства Протейные (Proteaceae), произрастает в округах Уитбелт, Большой Южный и Голдфилдс-Эсперанс в Западной Австралии. Цветёт с августа по октябрь.

## Ботаническое описание
Hakea ilicifolia — широкий многоствольный кустарник или дерево высотой от 1 до 3 м. Цветёт с августа по октябрь. Кремово-белые или жёлтые цветы с сильным и сладким душистым ароматом растут в пучках в пазухах листьев на внешних веточках. Грубые и бородавчатые плоды округлены с двумя изогнутыми рогами.

## Таксономия
Вид Hakea ilicifolia был впервые официально описан шотландским ботаником Робертом Броуном в 1810 году. Видовой эпитет — от латинского названия рода падуб Ilex и латинского слова folium, означающего «лист», относящийся к листьям этой хакеи, напоминающие листья падуба.

## Распространение и местообитание
H. ilicifolia эндемичен для нескольких изолированных районов в округах Уитбелт, Большой Южный и Голдфилдс-Эсперанс в Западной Австралии. Вид имеет рассеянное распределение между городом Денмарком на юге и западе, Дамблеюнгом на севере и Эсперансом на востоке, где встречается на обрывистых склонах и вблизи ручьев. Растёт на песчаных, суглинистых или глинистых почвах над песчаником или латеритом как часть пустоши или низких эвкалиптовых лесов.

## Охранный статус
H. ilicifolia имеет статус «не угрожаемый» от правительства Западной Австралии.